# 千宗左 (15代)
千 宗左（せん そうさ、1970年 〈昭和45年〉- ）は、日本の茶道家。表千家不審菴15代家元。 
一般財団法人不審菴理事長。 一般社団法人表千家同門会会長。
2018年（平成30年）2月28日、 表千家家元を襲名した。

## 来歴
表千家14代千宗左而妙斎の長男として生まれる。母は、細川護貞の長女・明子。
ノートルダム学院小学校、同志社中学校・高等学校を経て、1993年（平成5年）に同志社大学文学部卒業、1996年（平成8年）にバッキンガム大学修士課程修了。2012年（平成24年）に博士論文「近世前期における茶の湯の研究: 表千家を中心として」により同志社大学より博士（芸術学）の学位を取得。
茶人としては、1998年（平成10年）に大徳寺管長福富雪底から猶有斎の斎号を授かり千宗員の名を継承、若宗匠の格式を得る。2018年（平成30年）2月、15代宗左を襲名した。私生活では、2018年時点で妻と中学生の男子が2人いる。

## 著書
- 『近世前期における茶の湯の研究 : 表千家を中心として』河原書店, 2013.3（千宗員名義）
- 『はじめての茶の湯 新版』主婦の友社, 2018.4
- 『七事式』（花月・且座・一二三・数茶, 茶カブキ・廻り花・花寄せ・廻り炭）河原書店, 2019.12